# Tristeza postparto
La tristeza posparto, también conocida como baby blues, es la aparición normal de tristeza poco después del parto. Los síntomas pueden ser ansiedad, inquietud, irritabilidad, llanto, falta de apetito y dificultad para dormir.

## Síntomas
Los síntomas no son graves y no afectan a la actividad diaria. Suele producirse unos días después del nacimiento del bebé y puede durar hasta dos semanas.

## Causa
Aunque se desconocen las causas, podría estar relacionada con los cambios hormonales y el estrés del parto.

## Factores de riesgo
Entre los factores de riesgo pueden incluirse la falta de apoyo, el trastorno disfórico premenstrual y antecedentes de depresión de la propia persona o de algún miembro de su familia. Si los síntomas son más graves o se prolongan más de dos semanas, debería plantearse la posibilidad de depresión posparto.

## Diagnóstico
No existen criterios estandarizados para el diagnóstico de la tristeza posparto. A diferencia de la depresión posparto, la tristeza posparto no es un diagnóstico incluido en el DSM-5.

## Tratamiento
El tratamiento es complementario e incluye consuelo y palabras de ánimo, sueño adecuado, apoyo emocional y ejercicio físico. Entre las complicaciones puede estar la depresión mayor posterior.

## Frecuencia
Se ven afectadas entre el 50% y el 80% de las madres y, en el 10% de los casos, las parejas pueden experimentar síntomas similares. En el mundo occidental puede ser más habitual.  La enfermedad fue descrita por primera vez en 1952. 